# HD 36848
HD 36848，又名CD-38 2085，SAO 195948、HR 1877，是一颗恒星，视星等为5.48，位于銀經243.44，銀緯-31.2，其B1900.0坐标为赤經5h 29m 29.3s，赤緯-38° -31.2′ 59″。